# وداد أمل مستغانم
وداد أمل مستغانم المعروف باسم وداد مستغانم، هو نادي كرة قدم جزائري مقره في مدينة مستغانم. تأسس عام 1945 وألوانه هي الأحمر والأبيض. يلعب الفريق على ملعب محمد بن سعيد الذي يتسع لـ 18.000 متفرج. يلعب النادي حاليًا في الرابطة الجزائرية المحترفة الثانية.

## تاريخ
حصل النادي على المركز الثالث في الرابطة ما بين الجهات لكرة القدم 2009–10.
ترقى النادي لموسم 2010-11 من الرابطة الوطنية لكرة القدم للهواة التي تم إنشاؤها حديثًا بسبب أدائه الجيد في القسمين الأولين في الجزائر.
في مايو 2023، تمت ترقية وداد مستغانم إلى الدوري الجزائري 2.

## وصلات خارجية
- الرابطة الوطنية لكرة القدم هواة
- الرابطة ما بين الجهات لكرة القدم